# 布氏蛇綿鳚
布氏蛇綿鳚，為輻鰭魚綱鱸形目绵鳚亞目绵鳚科的其中一種，分布於中西大西洋區，從墨西哥灣到美國佛羅里達州東部海域，屬深海底棲性魚類，棲息深度在水深732至750公尺，體長可達17.6公分。

## 扩展阅读
維基物種上的相關：布氏蛇綿鳚